# Pachyrhamma longicauda
Pachyrhamma longicauda är en insektsart som beskrevs av Richards, A.M. 1959. Pachyrhamma longicauda ingår i släktet Pachyrhamma och familjen grottvårtbitare. Inga underarter finns listade i Catalogue of Life.